# 1294
Portal Geschichte | Portal Biografien | Aktuelle Ereignisse | Jahreskalender | Tagesartikel

◄ |
12. Jahrhundert |
13. Jahrhundert
| 14. Jahrhundert | ►

◄ |
1260er |
1270er |
1280er |
1290er
| 1300er | 1310er | 1320er | ►

◄◄ |
◄ |
1290 |
1291 |
1292 |
1293 |
1294
| 1295 | 1296 | 1297 | 1298 | ► | ►►
Staatsoberhäupter  · Nekrolog
| Januar | Januar | Januar | Januar | Januar | Januar | Januar | Januar |
| Kw     | Mo     | Di     | Mi     | Do     | Fr     | Sa     | So     |
| ------ | ------ | ------ | ------ | ------ | ------ | ------ | ------ |
| 53     |        |        |        |        | 1      | 2      | 3      |
| 1      | 4      | 5      | 6      | 7      | 8      | 9      | 10     |
| 2      | 11     | 12     | 13     | 14     | 15     | 16     | 17     |
| 3      | 18     | 19     | 20     | 21     | 22     | 23     | 24     |
| 4      | 25     | 26     | 27     | 28     | 29     | 30     | 31     |

| Februar | Februar | Februar | Februar | Februar | Februar | Februar | Februar |
| Kw      | Mo      | Di      | Mi      | Do      | Fr      | Sa      | So      |
| ------- | ------- | ------- | ------- | ------- | ------- | ------- | ------- |
| 5       | 1       | 2       | 3       | 4       | 5       | 6       | 7       |
| 6       | 8       | 9       | 10      | 11      | 12      | 13      | 14      |
| 7       | 15      | 16      | 17      | 18      | 19      | 20      | 21      |
| 8       | 22      | 23      | 24      | 25      | 26      | 27      | 28      |

| März | März | März | März | März | März | März | März |
| Kw   | Mo   | Di   | Mi   | Do   | Fr   | Sa   | So   |
| ---- | ---- | ---- | ---- | ---- | ---- | ---- | ---- |
| 9    | 1    | 2    | 3    | 4    | 5    | 6    | 7    |
| 10   | 8    | 9    | 10   | 11   | 12   | 13   | 14   |
| 11   | 15   | 16   | 17   | 18   | 19   | 20   | 21   |
| 12   | 22   | 23   | 24   | 25   | 26   | 27   | 28   |
| 13   | 29   | 30   | 31   |      |      |      |      |

| April | April | April | April | April | April | April | April |
| Kw    | Mo    | Di    | Mi    | Do    | Fr    | Sa    | So    |
| ----- | ----- | ----- | ----- | ----- | ----- | ----- | ----- |
| 13    |       |       |       | 1     | 2     | 3     | 4     |
| 14    | 5     | 6     | 7     | 8     | 9     | 10    | 11    |
| 15    | 12    | 13    | 14    | 15    | 16    | 17    | 18    |
| 16    | 19    | 20    | 21    | 22    | 23    | 24    | 25    |
| 17    | 26    | 27    | 28    | 29    | 30    |       |       |

| Mai | Mai | Mai | Mai | Mai | Mai | Mai | Mai |
| Kw  | Mo  | Di  | Mi  | Do  | Fr  | Sa  | So  |
| --- | --- | --- | --- | --- | --- | --- | --- |
| 17  |     |     |     |     |     | 1   | 2   |
| 18  | 3   | 4   | 5   | 6   | 7   | 8   | 9   |
| 19  | 10  | 11  | 12  | 13  | 14  | 15  | 16  |
| 20  | 17  | 18  | 19  | 20  | 21  | 22  | 23  |
| 21  | 24  | 25  | 26  | 27  | 28  | 29  | 30  |
| 22  | 31  |     |     |     |     |     |     |

| Juni | Juni | Juni | Juni | Juni | Juni | Juni | Juni |
| Kw   | Mo   | Di   | Mi   | Do   | Fr   | Sa   | So   |
| ---- | ---- | ---- | ---- | ---- | ---- | ---- | ---- |
| 22   |      | 1    | 2    | 3    | 4    | 5    | 6    |
| 23   | 7    | 8    | 9    | 10   | 11   | 12   | 13   |
| 24   | 14   | 15   | 16   | 17   | 18   | 19   | 20   |
| 25   | 21   | 22   | 23   | 24   | 25   | 26   | 27   |
| 26   | 28   | 29   | 30   |      |      |      |      |

| Juli | Juli | Juli | Juli | Juli | Juli | Juli | Juli |
| Kw   | Mo   | Di   | Mi   | Do   | Fr   | Sa   | So   |
| ---- | ---- | ---- | ---- | ---- | ---- | ---- | ---- |
| 26   |      |      |      | 1    | 2    | 3    | 4    |
| 27   | 5    | 6    | 7    | 8    | 9    | 10   | 11   |
| 28   | 12   | 13   | 14   | 15   | 16   | 17   | 18   |
| 29   | 19   | 20   | 21   | 22   | 23   | 24   | 25   |
| 30   | 26   | 27   | 28   | 29   | 30   | 31   |      |

| August | August | August | August | August | August | August | August |
| Kw     | Mo     | Di     | Mi     | Do     | Fr     | Sa     | So     |
| ------ | ------ | ------ | ------ | ------ | ------ | ------ | ------ |
| 30     |        |        |        |        |        |        | 1      |
| 31     | 2      | 3      | 4      | 5      | 6      | 7      | 8      |
| 32     | 9      | 10     | 11     | 12     | 13     | 14     | 15     |
| 33     | 16     | 17     | 18     | 19     | 20     | 21     | 22     |
| 34     | 23     | 24     | 25     | 26     | 27     | 28     | 29     |
| 35     | 30     | 31     |        |        |        |        |        |

| September | September | September | September | September | September | September | September |
| Kw        | Mo        | Di        | Mi        | Do        | Fr        | Sa        | So        |
| --------- | --------- | --------- | --------- | --------- | --------- | --------- | --------- |
| 35        |           |           | 1         | 2         | 3         | 4         | 5         |
| 36        | 6         | 7         | 8         | 9         | 10        | 11        | 12        |
| 37        | 13        | 14        | 15        | 16        | 17        | 18        | 19        |
| 38        | 20        | 21        | 22        | 23        | 24        | 25        | 26        |
| 39        | 27        | 28        | 29        | 30        |           |           |           |

| Oktober | Oktober | Oktober | Oktober | Oktober | Oktober | Oktober | Oktober |
| Kw      | Mo      | Di      | Mi      | Do      | Fr      | Sa      | So      |
| ------- | ------- | ------- | ------- | ------- | ------- | ------- | ------- |
| 39      |         |         |         |         | 1       | 2       | 3       |
| 40      | 4       | 5       | 6       | 7       | 8       | 9       | 10      |
| 41      | 11      | 12      | 13      | 14      | 15      | 16      | 17      |
| 42      | 18      | 19      | 20      | 21      | 22      | 23      | 24      |
| 43      | 25      | 26      | 27      | 28      | 29      | 30      | 31      |

| November | November | November | November | November | November | November | November |
| Kw       | Mo       | Di       | Mi       | Do       | Fr       | Sa       | So       |
| -------- | -------- | -------- | -------- | -------- | -------- | -------- | -------- |
| 44       | 1        | 2        | 3        | 4        | 5        | 6        | 7        |
| 45       | 8        | 9        | 10       | 11       | 12       | 13       | 14       |
| 46       | 15       | 16       | 17       | 18       | 19       | 20       | 21       |
| 47       | 22       | 23       | 24       | 25       | 26       | 27       | 28       |
| 48       | 29       | 30       |          |          |          |          |          |

| Dezember | Dezember | Dezember | Dezember | Dezember | Dezember | Dezember | Dezember |
| Kw       | Mo       | Di       | Mi       | Do       | Fr       | Sa       | So       |
| -------- | -------- | -------- | -------- | -------- | -------- | -------- | -------- |
| 48       |          |          | 1        | 2        | 3        | 4        | 5        |
| 49       | 6        | 7        | 8        | 9        | 10       | 11       | 12       |
| 50       | 13       | 14       | 15       | 16       | 17       | 18       | 19       |
| 51       | 20       | 21       | 22       | 23       | 24       | 25       | 26       |
| 52       | 27       | 28       | 29       | 30       | 31       |          |          |

| Januar | Januar | Januar | Januar | Januar | Januar | Januar | Januar |
| Kw     | Mo     | Di     | Mi     | Do     | Fr     | Sa     | So     |
| ------ | ------ | ------ | ------ | ------ | ------ | ------ | ------ |
| 53     |        |        |        |        | 1      | 2      | 3      |
| 1      | 4      | 5      | 6      | 7      | 8      | 9      | 10     |
| 2      | 11     | 12     | 13     | 14     | 15     | 16     | 17     |
| 3      | 18     | 19     | 20     | 21     | 22     | 23     | 24     |
| 4      | 25     | 26     | 27     | 28     | 29     | 30     | 31     |

| Februar | Februar | Februar | Februar | Februar | Februar | Februar | Februar |
| Kw      | Mo      | Di      | Mi      | Do      | Fr      | Sa      | So      |
| ------- | ------- | ------- | ------- | ------- | ------- | ------- | ------- |
| 5       | 1       | 2       | 3       | 4       | 5       | 6       | 7       |
| 6       | 8       | 9       | 10      | 11      | 12      | 13      | 14      |
| 7       | 15      | 16      | 17      | 18      | 19      | 20      | 21      |
| 8       | 22      | 23      | 24      | 25      | 26      | 27      | 28      |

| März | März | März | März | März | März | März | März |
| Kw   | Mo   | Di   | Mi   | Do   | Fr   | Sa   | So   |
| ---- | ---- | ---- | ---- | ---- | ---- | ---- | ---- |
| 9    | 1    | 2    | 3    | 4    | 5    | 6    | 7    |
| 10   | 8    | 9    | 10   | 11   | 12   | 13   | 14   |
| 11   | 15   | 16   | 17   | 18   | 19   | 20   | 21   |
| 12   | 22   | 23   | 24   | 25   | 26   | 27   | 28   |
| 13   | 29   | 30   | 31   |      |      |      |      |

| April | April | April | April | April | April | April | April |
| Kw    | Mo    | Di    | Mi    | Do    | Fr    | Sa    | So    |
| ----- | ----- | ----- | ----- | ----- | ----- | ----- | ----- |
| 13    |       |       |       | 1     | 2     | 3     | 4     |
| 14    | 5     | 6     | 7     | 8     | 9     | 10    | 11    |
| 15    | 12    | 13    | 14    | 15    | 16    | 17    | 18    |
| 16    | 19    | 20    | 21    | 22    | 23    | 24    | 25    |
| 17    | 26    | 27    | 28    | 29    | 30    |       |       |

| Mai | Mai | Mai | Mai | Mai | Mai | Mai | Mai |
| Kw  | Mo  | Di  | Mi  | Do  | Fr  | Sa  | So  |
| --- | --- | --- | --- | --- | --- | --- | --- |
| 17  |     |     |     |     |     | 1   | 2   |
| 18  | 3   | 4   | 5   | 6   | 7   | 8   | 9   |
| 19  | 10  | 11  | 12  | 13  | 14  | 15  | 16  |
| 20  | 17  | 18  | 19  | 20  | 21  | 22  | 23  |
| 21  | 24  | 25  | 26  | 27  | 28  | 29  | 30  |
| 22  | 31  |     |     |     |     |     |     |

| Juni | Juni | Juni | Juni | Juni | Juni | Juni | Juni |
| Kw   | Mo   | Di   | Mi   | Do   | Fr   | Sa   | So   |
| ---- | ---- | ---- | ---- | ---- | ---- | ---- | ---- |
| 22   |      | 1    | 2    | 3    | 4    | 5    | 6    |
| 23   | 7    | 8    | 9    | 10   | 11   | 12   | 13   |
| 24   | 14   | 15   | 16   | 17   | 18   | 19   | 20   |
| 25   | 21   | 22   | 23   | 24   | 25   | 26   | 27   |
| 26   | 28   | 29   | 30   |      |      |      |      |

| Juli | Juli | Juli | Juli | Juli | Juli | Juli | Juli |
| Kw   | Mo   | Di   | Mi   | Do   | Fr   | Sa   | So   |
| ---- | ---- | ---- | ---- | ---- | ---- | ---- | ---- |
| 26   |      |      |      | 1    | 2    | 3    | 4    |
| 27   | 5    | 6    | 7    | 8    | 9    | 10   | 11   |
| 28   | 12   | 13   | 14   | 15   | 16   | 17   | 18   |
| 29   | 19   | 20   | 21   | 22   | 23   | 24   | 25   |
| 30   | 26   | 27   | 28   | 29   | 30   | 31   |      |

| August | August | August | August | August | August | August | August |
| Kw     | Mo     | Di     | Mi     | Do     | Fr     | Sa     | So     |
| ------ | ------ | ------ | ------ | ------ | ------ | ------ | ------ |
| 30     |        |        |        |        |        |        | 1      |
| 31     | 2      | 3      | 4      | 5      | 6      | 7      | 8      |
| 32     | 9      | 10     | 11     | 12     | 13     | 14     | 15     |
| 33     | 16     | 17     | 18     | 19     | 20     | 21     | 22     |
| 34     | 23     | 24     | 25     | 26     | 27     | 28     | 29     |
| 35     | 30     | 31     |        |        |        |        |        |

| September | September | September | September | September | September | September | September |
| Kw        | Mo        | Di        | Mi        | Do        | Fr        | Sa        | So        |
| --------- | --------- | --------- | --------- | --------- | --------- | --------- | --------- |
| 35        |           |           | 1         | 2         | 3         | 4         | 5         |
| 36        | 6         | 7         | 8         | 9         | 10        | 11        | 12        |
| 37        | 13        | 14        | 15        | 16        | 17        | 18        | 19        |
| 38        | 20        | 21        | 22        | 23        | 24        | 25        | 26        |
| 39        | 27        | 28        | 29        | 30        |           |           |           |

| Oktober | Oktober | Oktober | Oktober | Oktober | Oktober | Oktober | Oktober |
| Kw      | Mo      | Di      | Mi      | Do      | Fr      | Sa      | So      |
| ------- | ------- | ------- | ------- | ------- | ------- | ------- | ------- |
| 39      |         |         |         |         | 1       | 2       | 3       |
| 40      | 4       | 5       | 6       | 7       | 8       | 9       | 10      |
| 41      | 11      | 12      | 13      | 14      | 15      | 16      | 17      |
| 42      | 18      | 19      | 20      | 21      | 22      | 23      | 24      |
| 43      | 25      | 26      | 27      | 28      | 29      | 30      | 31      |

| November | November | November | November | November | November | November | November |
| Kw       | Mo       | Di       | Mi       | Do       | Fr       | Sa       | So       |
| -------- | -------- | -------- | -------- | -------- | -------- | -------- | -------- |
| 44       | 1        | 2        | 3        | 4        | 5        | 6        | 7        |
| 45       | 8        | 9        | 10       | 11       | 12       | 13       | 14       |
| 46       | 15       | 16       | 17       | 18       | 19       | 20       | 21       |
| 47       | 22       | 23       | 24       | 25       | 26       | 27       | 28       |
| 48       | 29       | 30       |          |          |          |          |          |

| Dezember | Dezember | Dezember | Dezember | Dezember | Dezember | Dezember | Dezember |
| Kw       | Mo       | Di       | Mi       | Do       | Fr       | Sa       | So       |
| -------- | -------- | -------- | -------- | -------- | -------- | -------- | -------- |
| 48       |          |          | 1        | 2        | 3        | 4        | 5        |
| 49       | 6        | 7        | 8        | 9        | 10       | 11       | 12       |
| 50       | 13       | 14       | 15       | 16       | 17       | 18       | 19       |
| 51       | 20       | 21       | 22       | 23       | 24       | 25       | 26       |
| 52       | 27       | 28       | 29       | 30       | 31       |          |          |

## Ereignisse

### Politik und Weltgeschehen

#### Asien
- Nach dem Tod Kublai Khans am 18. Februar wird sein Enkel Timur Khan Kaiser der mongolischen Yuan-Dynastie in China. Er setzt sich damit gegen seinen Bruder Kamala durch. Der alkoholabhängige Timur wird ein überraschend wohltätiger Herrscher, der die chinesischen Interessen vertritt, die Lehre des Konfuzius fördert und Kriege vermeidet.

#### Heiliges Römisches Reich
- um den 22. September: König Adolf von Nassau fällt verheerend in Thüringen ein, um das im Jahr davor von Landgraf Albrecht gekaufte Land in Besitz zu nehmen.
- Rudolf der Stammler erlässt als Herzog von Bayern die Rudolfinische Handfeste, die erstmals Rechte und Pflichten der Bürger Münchens festlegt.

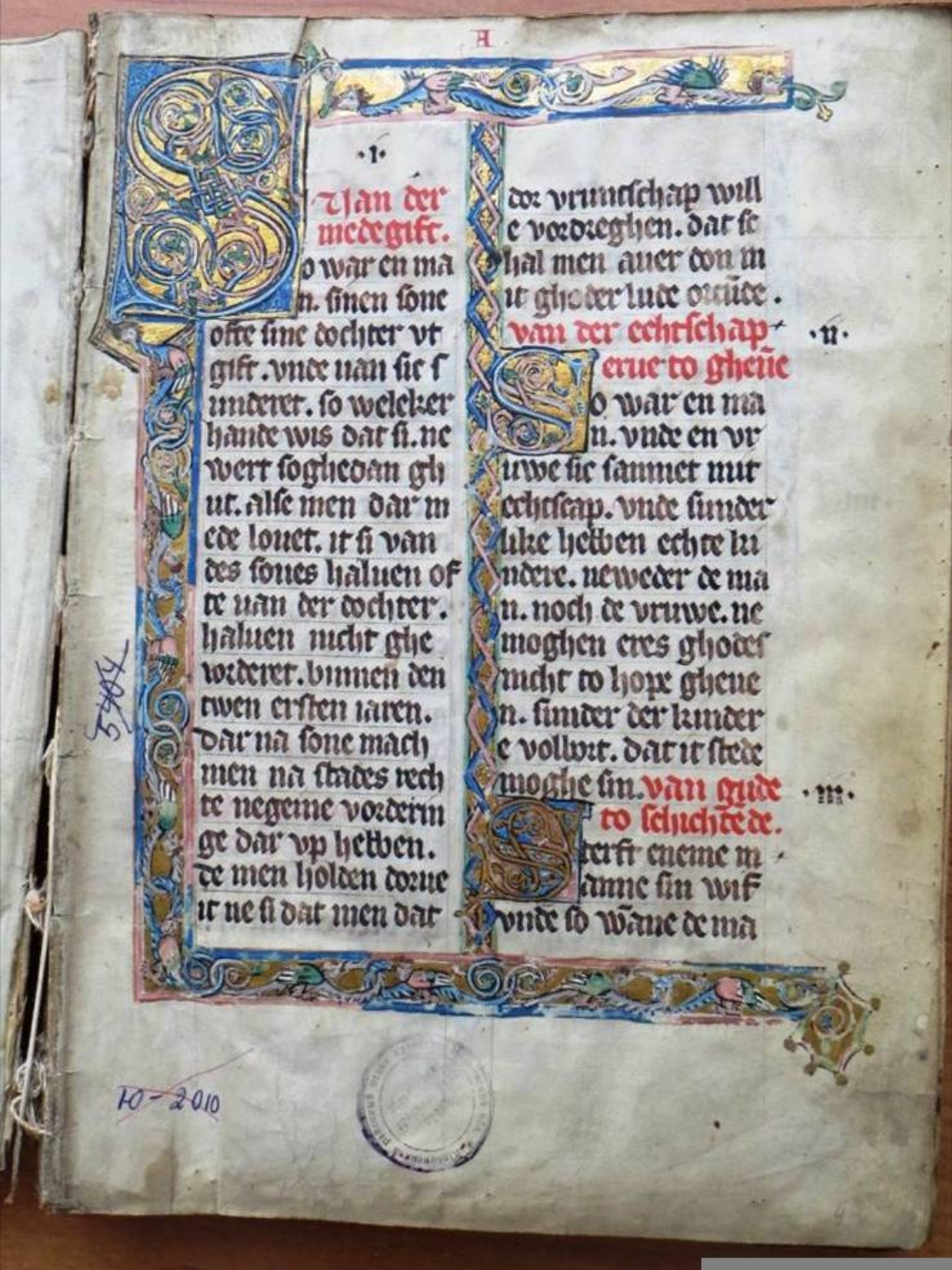
Folio 1r aus dem Bardewikschen Codex

- Der Lübecker Kanzler Albert von Bardewik lässt den nach ihm benannten Bardewikschen Codex als Fassung des Lübschen Rechts niederlegen.

#### West- und Südeuropa
- Zwischen dem französischen König Philipp IV. und dem englischen König Eduard I. kommt es zu einem Krieg um die englischen Festlandsbesitzungen in Frankreich (Guyenne), der sich bis 1297 hinzieht. Philipp ordnet an, das in Frankreich befindliche Vermögen der Riccardi aus Lucca wegen ihrer Zusammenarbeit mit der englischen Krone (seit 1274 deren wichtigste Kreditgeber) zu beschlagnahmen.
- Portugal unter König Dionysius und England schließen den ersten einer Reihe von Handelsverträgen. Die „Anglo-Portugiesische Allianz“ gilt als die älteste Handelspartnerschaft zwischen zwei Staaten, die immer noch fortbesteht.

#### Stadtrechte und Urkundliche Ersterwähnungen
- München erhält das Stadtrecht.
- Erste urkundliche Erwähnung von Bellach, Brünisried, Ebenheid, Krün, Niedergösgen, Rolle, Saignelégier und Utzenfeld
- Magdeburg erwirbt das Schultheißenamt vom Erzbistum.

### Wirtschaft
- Gaichatu, Herrscher der mongolischen Ilchane in Persien, versucht die durch seinen extravaganten Lebensstil und eine Rinderpest entleerte Staatskasse durch die Emission von zusätzlichem Geld wieder zu füllen. Am 13. August lässt er verkünden, dass jeder, der das neue „Papiergeld“ nicht akzeptiere, mit dem Tode bestraft werde.
- Oktober bis November: Im Iran sind gedruckte längliche Geldscheine mit chinesischem Aufdruck und dem islamischen Glaubensbekenntnis in arabischer Schrift im Umlauf.
- um 1294: Lübeck gilt innerhalb der Hanse unangefochten als caput et principium omnium.

### Religion

#### Papstwahl

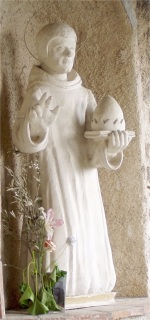
Moderne Statue Coelestins V.

- 5. Juli: Pietro del Murrone wird nach zweijähriger Sedisvakanz von elf verbliebenen Kardinälen in Perugia zum Papst gewählt. Der fast 85-jährige Eremit steht im Ruf der Heiligkeit und wird bekannt durch einen Brief an die versammelten Kardinäle, den er als Haupt seiner Benediktinerkongregation geschrieben hat, und in welchem er sie auffordert, endlich zur Wahl zu schreiten. Nach einigen Tagen akzeptiert er trotz seiner Bedenken die Wahl. Dem Vorbild Christi am Palmsonntag folgend, reitet er am 28. Juli auf einem Esel in die Stadt L’Aquila ein, wo er den Namen Coelestin V. annimmt und in der von ihm gegründeten Kirche Santa Maria di Collemaggio, die inzwischen Hauptkirche seines Ordens ist, am 29. August gekrönt wird. Anschließend gerät er unter den Einfluss von Karl II., der ihn nach Neapel holt.
- 27. September: Der Papst bestätigt die Regel des Cölestinerordens.
- 13. Dezember: Papst Coelestin V., der mit seinem Amt hoffnungslos überfordert ist, dankt fünf Monate nach seiner Wahl freiwillig ab. Zuvor hat er noch eine Konstitution über die Abdankung eines Papstes erlassen. Dazu sieht er sich durch den Widerstand des Volkes veranlasst, das mit einer Demonstration vor dem Amtssitz des Papstes dessen Demission verhindern will. Nach Erlass der Konstitution legt Coelestin die päpstlichen Insignien nieder und tauscht die päpstlichen Gewänder wieder gegen die Mönchskutte.
- 23. Dezember: Das Konklave 1294 wählt bereits am ersten Tag Kardinal Matteo Rubeo Orsini zum Papst, der die Wahl allerdings nicht annimmt.
- 24. Dezember: Am zweiten Tag des Konklaves wird Benedetto Caetani zum Papst gewählt, der sich für den Namen Bonifatius VIII. entscheidet. Als erste Amtshandlung versucht er seinen Vorgänger inhaftieren zu lassen, um einer möglichen Kirchenspaltung zuvorzukommen. Coelestin kann jedoch bei seiner Überführung nach Neapel entkommen und flieht über Sant’Onofrio nach Rodi Garganico.

#### Sonstiges
- 18. April: Meister Eckhart hält anlässlich des Osterfestes eine Predigt mit dem Thema: Pascha nostrum (erstes urkundlich gesichertes Datum). Nach der Rückkehr nach Erfurt wird er Prior des Dominikanerkonvents und Vikar der Ordensnation Thuringia. Dort entstehen bis 1298/1300 die Reden der Unterweisung.
- Das Bistum Freising wird zum Hochstift erhoben.
- Der Franziskaner Johannes von Montecorvino erreicht nach dem Tod des Kublai Khan Peking. Dessen Nachfolger Timur Khan lässt dem Missionar volle Freiheit in seinem Wirken.
- Der Dominikaner Dietrich von Freiberg wird zum Generalvikar des Ordens ernannt.
- Der Dominikaner, Inquisitor und Ordensschriftsteller Bernhard Gui lehrt Theologie in Castres.

### Natur und Umwelt
- Deutschland: feucht-warme Sommerwitterung

## Geboren

### Geburtsdatum gesichert
- 14. Juli: Obizzo III. d’Este, Herr von Ferrara und Modena († 1352)
- 18. März: Heinrich VI., Herzog von Breslau († 1335)
- 18. Juni: Karl IV., französischer König († 1328)
- 30. Juli: Chungsuk Wang, 27. König des koreanischen Goryeo-Reiches († 1339)

### Genaues Geburtsdatum unbekannt
- Hugo IV., König von Zypern († 1359)
- Hugo V., Herzog von Burgund († 1315)
- Kusunoki Masashige, japanischer Volksheld  († 1336)
- Simonida, byzantinische Prinzessin  († 1340)
- Hermann von Wickede I, Bürgermeister von Lübeck († 1367)

## Gestorben

### Todesdatum gesichert
- 28. Januar: Safi ad-Din al-Urmawi, Musiker und Musiktheoretiker (* 1216)
- 2. Februar: Ludwig der Strenge, Herzog von Bayern und bei Rhein (* 1229)

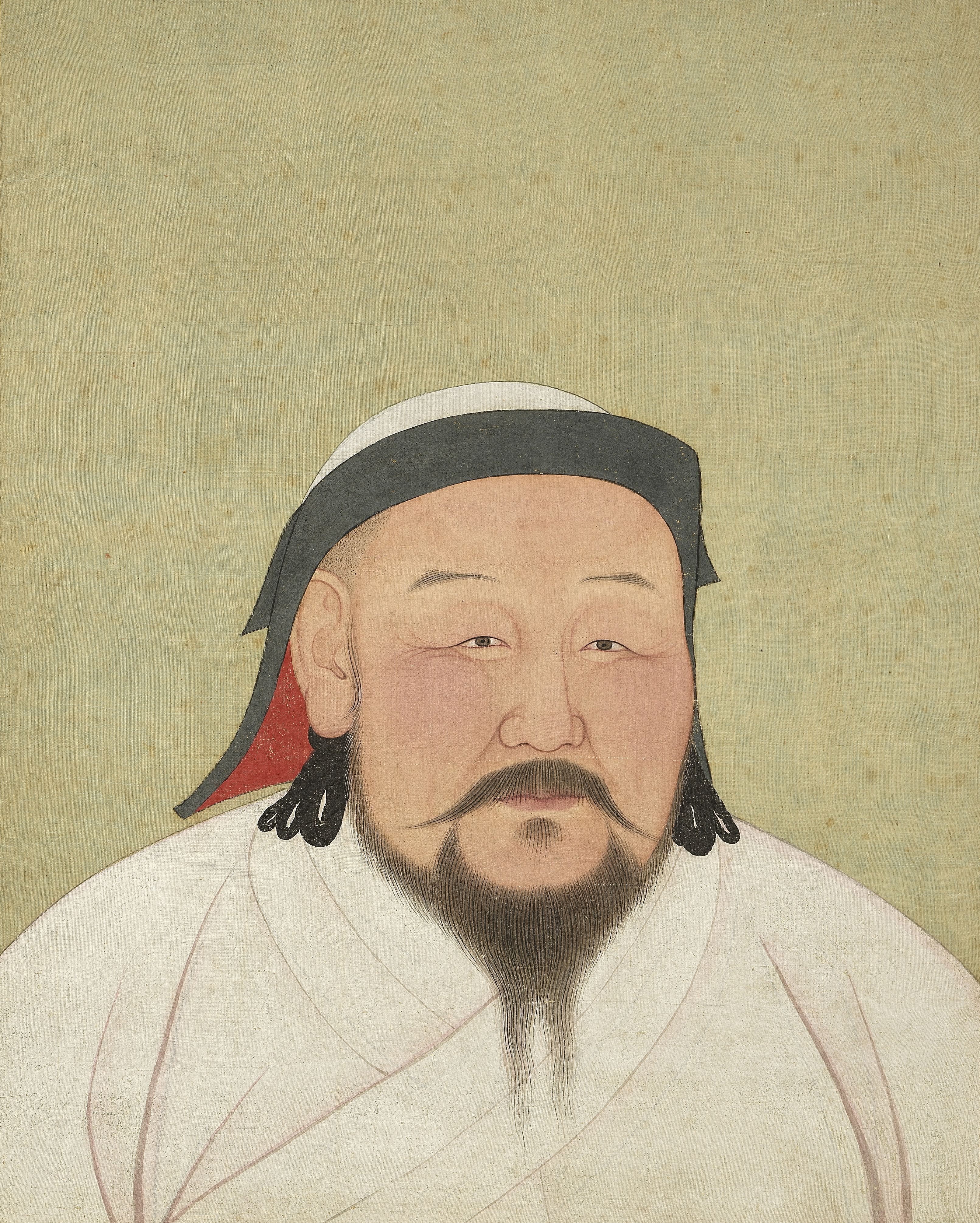
Kublai Khan

- 18. Februar: Kublai Khan, mongolischer Herrscher (* 1215)
- 17. April: Rudolf von Bern, kindliches Mordopfer und Anlass zu einem Pogrom gegen die Berner Juden (* um 1290)
- 3. Mai: Johann I. von Brabant, Herzog von Brabant (* 1252/1253)
- 12. August: Guillaume de Conflans, Bischof von Genf
- 2. Oktober: John of Sandford, englischer Geistlicher und Erzbischof von Dublin
- 26. Oktober: Bogo de Clare, englischer Geistlicher (* 1248)
- 2. November: Heinrich II. Edler von Stadion, Abt des Klosters St. Blasien
- 26. November: Albrecht von Ramstein, Abt des Bodenseeklosters Reichenau
- 25. Dezember: Mestwin II., Fürst und Herzog von Ostpommern (* um 1220)

### Genaues Todesdatum unbekannt
- Januar: Rabban Bar Sauma, nestorianischer Mönch und Diplomat (* um 1220)
- nach dem 4. Februar: Johannes von Vechta, Erzbischof von Riga
- nach April: Ogerio Alfieri, italienischer Politiker und Chronist
- Philip Burnell, englischer Adeliger
- Dmitri I. von Perejaslawl, Großfürst von Wladimir-Susdal (* um 1250)
- Guittone d’Arezzo, italienischer Dichter (* um 1250)
- Heinrich von Stretelingen, Angehöriger eines Rittergeschlechts am Thunersee und Minnesänger (* 1258)
- Brunetto Latini, italienischer Staatsmann, Gelehrter und Schriftsteller (* um 1220)
- Ludwig von Tübingen, Graf von Horb
- Andreas Taft, florentinischer Mosaik-Arbeiter (* um 1213)
- Jean de Villiers, Großmeister des Johanniterordens

### Gestorben um 1294
- um 1294: Roger Bacon, englischer Franziskaner und Philosoph (* um 1220)